# Air Alderney
Air Alderney – brytyjska linia lotnicza z siedzibą na wyspie Alderney (Wyspy Normandzkie), założona 31 stycznia 2017 roku. Bazą operacyjną linii ma być port lotniczy Alderney. Przewoźnik planuje rozpocząć operacje lotnicze w 2020 r.

## Historia
Linie lotnicze Air Alderney zostały założone 31 stycznia 2017 roku.  
Początkowo przewoźnik otrzymał licencje na loty pasażerskie i towarowe w 2017 roku i planował rozpocząć pierwsze operacje w czerwcu 2017 r., jednak ze względu na liczne opóźnienia Air Alderney pierwsze połączenia chciał zainaugurować na początku 2020.   
Na początku 2020 r. przewoźnik po raz kolejny musiał opóźnić rozpoczęcie przewozów, ponieważ rząd Alderney uznał, że wydane przez niego 3 lata wcześniej licencje straciły ważność.  
Obecnie linia stara się uzyskać ponownie licencje na loty pasażerskie i planuje rozpocząć rozkładowe przewozy jeszcze pod koniec 2020 roku. 

## Porty docelowe i flota

### Porty docelowe (planowane)
Porty lotnicze do których planuje latać Air Alderney:
| Kraj            | Port lotniczy       | Uwagi | Przypis(y)  |
| --------------- | ------------------- | ----- | ----------- |
| Alderney        | Alderney            | Baza  | [ 1 ] [ 2 ] |
| Francja         | Cherbourg-Maupertus | -     | [ 1 ]       |
| Guernsey        | Guernsey            | -     | [ 1 ]       |
| Jersey          | Jersey              | -     | [ 1 ]       |
| Wielka Brytania | Lee-on-the-Solent   | -     | [ 1 ]       |

### Flota
W 2020 roku flota Air Alderney składała się z samolotów:
| Samolot (Typ)           | Liczba miejsc | Liczba samolotów | Zamówione | Uwagi |
| ----------------------- | ------------- | ---------------- | --------- | ----- |
| Britten-Norman Islander | 8             | 2                | -         | -     |